# Коштањево
Коштањево (алб. Kashtanevë) је насеље у општини Штрпце, Косово и Метохија, Република Србија.

## Порекло становништва
Порекло становништва села Коштањево, стање из 1938. године
Арбанашки родови:
Рућућ (22 к.), Ајдаре (15 к.) и Лашорц (13 к.), досељени око прелаза 18. у 19. век из северне Арбаније, из фиса Сопа, преко сопског краја и Качаничке клисуре (Елез Хан). Неки су од њихови пресељени оданде у Доњу и Горњу Битињу (род Матош).
Поисламљени и поарбанашени српски род је Спасић (3 к.). Старином је из суседног села Виче, одакле се преселио по преласку у ислам. Поисламио се отац садашњег осамдесетогодишњег старца Брахе. Ушао је у Соп, фис арбанашких родова села Коштањева.

## Демографија
| Година       | 1948 | 1953 | 1961 | 1971 | 1981 | 1991 | 2011 |
| ------------ | ---- | ---- | ---- | ---- | ---- | ---- | ---- |
| Становништво | 557  | 608  | 624  | 602  | 448  | 451  | 123  |

|  |

## Етнички састав
| Етнички састав према попису из 1981.‍ | Етнички састав према попису из 1981.‍ | Етнички састав према попису из 1981.‍ | Етнички састав према попису из 1981.‍ | Етнички састав према попису из 1981.‍ |
| ------------------------------------ | ------------------------------------ | ------------------------------------ | ------------------------------------ | ------------------------------------ |
|                                      |                                      |                                      |                                      |                                      |
| Албанци                              | Албанци                              |                                      | 447                                  | 100%                                 |
| Укупно: 447                          |                                      |                                      |                                      |                                      |